# Symphylella saratoga
Symphylella saratoga är en mångfotingart som beskrevs av Hilton 1938. Symphylella saratoga ingår i släktet findvärgfotingar, och familjen slankdvärgfotingar. Inga underarter finns listade i Catalogue of Life.